# Columbário do Largo Preneste

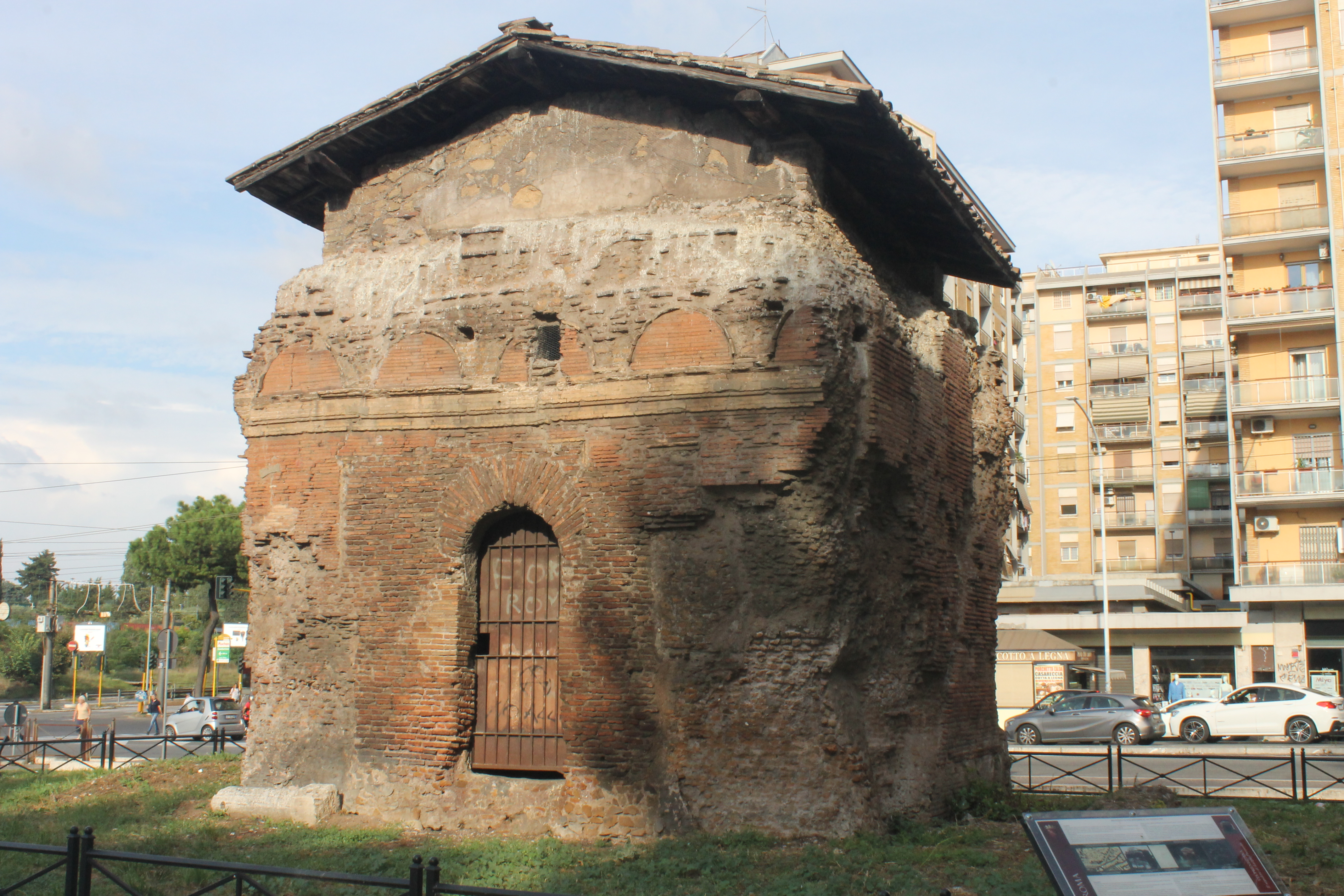
Vista do columbário no Largo Preneste.

Columbário do Largo Preneste, chamado também de Sepulcro do Largo Preneste, é um edifício sepulcral ou um columbário localizado no Largo Preneste, no quartiere Prenestino-Labicano de Roma.

## História
O edifício foi construído entre os séculos II e III d.C. em opus latericium com um uso alternado de tijolos vermelhos e amarelados reproduzindo no formato exterior um tipo de residência, como acontece com vários monumentos funerários que se conservam ao longo da Via Latina e da Via Ápia Antiga.

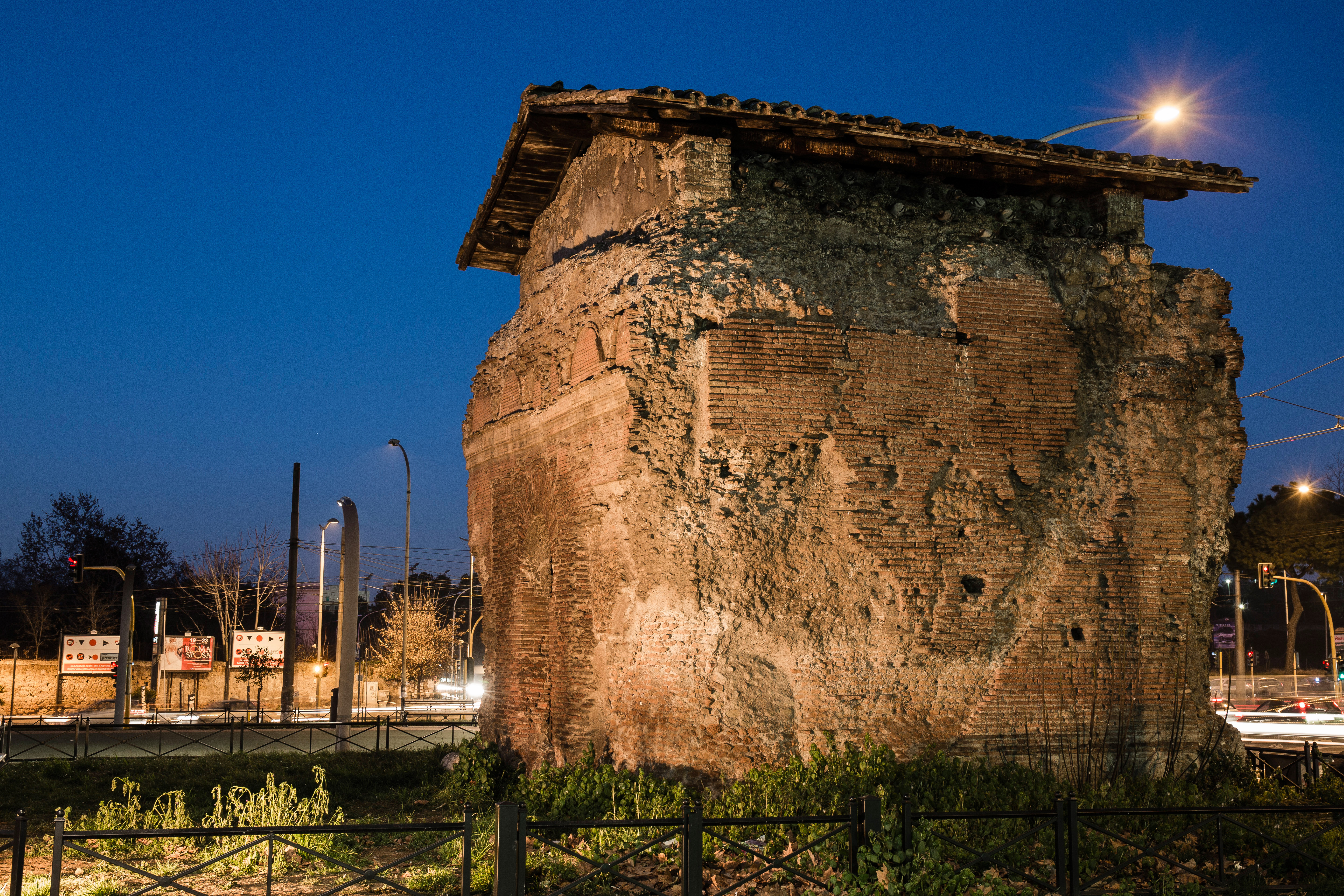
Vista posterior.

Na fachada do sepulcro, sobre a cornija que emoldura o arco da entrada, estão visíveis restos de uma ordem de pequenos arcos suspensos, estes também em tijolos, que provavelmente sustentava uma varanda, como as que ainda existem nas casa de Óstia Antiga. Do lado oeste do monumento, mas separado dele, estão os restos de uma escada que levava ao piso superior, não mais existente, que foram substituídos em parte por muros modernos de uma casa de campo do século XVIII. O interior é composto por um único ambiente originalmente coberto por uma abóbada de cruzaria, da qual restaram apenas vestígios, e as paredes estavam repletas de nichos encimados por tímpanos apoiados sobre pequenas colunas assentadas numa mísula, com traços de estuque no interior dos nichos.
Atualmente o columbário está coberto por um teto com duas águas; entre 1956 e 1956, na área do entorno do monumento foram realizadas escavações arqueológicas, que revelaram os restos de uma área sepulcral alinhada com o mausoléu.